# آلسیو گالتی
آلسیو گالتی (ایتالیایی: Alessio Galletti; ۲۴ مارس ۱۹۶۸ – ۱۵ ژوئن ۲۰۰۵) دوچرخه‌سوار اهل ایتالیا بود.